# Immigration choisie
L'immigration choisie est une politique nationale ou supranationale  qui conditionne l'autorisation d'immigrer par des critères légaux ayant fait l'objet d'un consensus entre décideurs, cette politique peut être mise en œuvre au travers d'un permis de travail. En cela, elle se différencie du droit d'asile et de l'immigration irrégulière. 

## Description
Ces critères sont généralement économiques, qu'il s'agisse de pourvoir à des emplois très qualifiés ou au contraire très peu qualifiés pour lesquels le pays accueillant manque de ressources. Ces intérêts économiques peuvent aussi résulter d'une analyse plus globale sur la rentabilité des immigrants, avec des critères mêlant l'âge, la qualification professionnelle, le niveau de santé, les capitaux apportés. D'autres critères tels que la facultés à s'intégrer dans le pays existent, ou co-existent aussi. Sont principalement concernés dans ce cas les capacités à comprendre la langue, la culture ou les valeurs du pays accueillant. Cette politique s'oppose à des critères d'immigration totalement aléatoires, tel celui de la loterie pour la carte verte aux États-Unis, ou à une acceptation basée sur les droits de l'homme, ou basée sur des critères démographiques dans un simple objectif de repeuplement, ou enfin à une totale liberté d'immigrer, la volonté politique étant dans ce cas remplacée par la conjonction des souhaits individuels.
Selon un discours plus politique, l'immigration choisie peut aussi s'opposer à une immigration subie, comme l'avait affirmé en France un projet de loi de Nicolas Sarkozy, distinguant des immigrants retenus pour leur valeur économique et leurs facultés à s'adapter, par opposition à ceux bénéficiant de regroupements familiaux ou du droit d'asile.

## Sources
1. 1 2  Danièle Lochak Le tri des étrangers : un discours récurrent, Éditeur GISTI, Revue Plein droit 2006/2 (n° 69)  DOI  10.3917/pld.069.0004